# Raphaël ou le Débauché
Pour plus de détails, voir Fiche technique et Distribution.
Raphaël ou le Débauché est un film dramatique français réalisé par Michel Deville et sorti en 1971.

## Synopsis
Vers 1830, une jeune veuve intelligente, spirituelle, vertueuse et sensuelle s'éprend follement d'un dandy désespéré, cynique et jouisseur, tous deux seront anéantis par une passion impossible, digne d'une œuvre d'Alfred de Musset.

## Fiche technique
- Titre : Raphaël ou le Débauché
- Réalisation : Michel Deville, assisté de Jean Lefèvre
- Scénario, adaptation et dialogues : Nina Companeez
- Production : Mag Bodard
- Musique : Vincenzo Bellini
- Photographie : Claude Lecomte
- Cameraman : Robert Foucard
- Montage : Nina Companeez
- Son : André Hervée
- Décors : Claude Pignot
- Maquillage : Éliane et Alexandre Marcus
- Ensemblier : Albert Volper
- Costumes : Gitt Magrini
- Chorégraphie : Nicole Dehayes
- Script-girl : Hélène Sébillotte
- Photographe de plateau : Michel Lavoix
- Organisation : Philippe Dussart
- Pays d'origine :  France
- Genre : drame
- Durée : 110 minutes
- Affiche : Georges Kerfyser / Jean Mascii (France)

## Distribution
- Françoise Fabian : Aurore de Chéroy
- Maurice Ronet : Raphaël de Loris
- Brigitte Fossey : Bernardine des Réaux, amie d'Aurore
- Anne Wiazemsky : Diane des Réaux, amie d'Aurore
- Isabelle de Funès : Émilie, la cousine d'Aurore
- Jean Vilar : le sénateur Horace de Granville
- Yves Lefebvre : Paul, ami de Raphaël
- Jean-François Poron : Giorgio, ami de Raphaël
- André Oumansky : Feyrac, ami de Raphaël
- Hélène Arié : Francesca Grisi
- Maurice Barrier : Lasalle
- Georges Claisse : Alfred
- Jacques Weber : l'ami d'Alfred
- Maxime Fabert : le comte
- Jean-Pierre Bernard : Norville
- Jacqueline Fontaine : Mlle de Granville, sœur du sénateur
- Marie-Christine Steinberg : Jeanne, une danseuse chez Francesca
- Ann Lewis : Clarisse, une danseuse chez Francesca
- Évelyne Dress : une invitée chez Francesca
- Thérèse Liotard : une invitée chez Francesca
- Monique Vita : une saltimbanque
- Françoise Burgi : Jasmine, une prostituée chez Raphaël
- Nathalie Courval : Danelle, une prostituée chez Raphaël
- Catherine Brévent
- Maxette Fabbry
- Karine Marceau
- Monique Prévo
- Michèle Ernou
- Annick Berger : une prostituée à la taverne
- Mick Dejon : une fille chez Norville
- Philippe Moreau : l'ami de Norville
- Claude Dereppe
- Patrice Marc
- Bernard Garnier
- Philippe Castelli
- Gérard Croce : le cavalier d'Émilie